# حسناء سيف الدين
حسناء سيف الدين (24 أكتوبر 1976 -)، ممثلة أردنية من أصل فلسطيني، إلا إنها تعيش في مصر.

## عن حياتها
كان أول ظهور لها في عام 2007  من خلال أداء دور منال أخت يسرا في مسلسل لحظات حرجة .
```
شاركت في فيلم 
لحظات أنوثة
 مع 
علا غانم
 
وحسين الإمام
 و مجموعة كبيرة من الوجوه الجديدة ، و أثبتت أنها ممثلة جيدة وأشاد الجميع بأدائها . و قامت بتصوير 3 مسلسلات للعرض في رمضان 2007 و هي 
ليل الثعالب
 مع 
فاروق الفيشاوي
 
وفردوس عبد الحميد
 و بنات في الثلاثين 
[
2
]
 بطولة 
محمود قابيل
 
وتوفيق عبد الحميد
 ، المسلسل الثالث 
ظل المحارب
 بطولة 
هشام سليم
 
وباسم ياخور
 
وعلا غانم
 .
```

حسناء سيف الدين ولدت في المغرب و درست المرحلة الدراسية في الأردن و المرحلة الثانوية و الجامعية في مصر و تخرجت من جامعة مصر الدولية بكالوريوس إعلام إنجليزي قسم إذاعة و تلفزيون و حصلت على دورات مهارات مذعيين التلفزيون في بي بي سي بلندن .

## الأعمال

### الأفلام
- لحظات أنوثة 2008 رانيا
- منطقة محظورة - قصر البارون

### المسلسلات
- طعم الحياة 2017
- ! مسلسليكو :2013
- الخفافيش 2012
- كاريوكا 2012
- الصفعة 2012
- مسيو رمضان مبروك أبو العلمين حمودة 2011 شهيرة
- مكتوب على الجبين 2011 [3]
- رحيل مع الشمس 2010 [4]
- مذكرات سيئة السمعة 2010 حنان
- ملكة في المنفى 2010 لطفية هانم زوجة حسنين باشا
- بفعل فاعل 2010 سميرة
- مشاعر في البورصة 2009 آيتن [5]
- زهرة برية 2009 سحابة [6]
- هدوء نسبي 2009 علياء
- معالي الوزير سيت كوم [7]
- صدق وعده 2009 فاطمة بنت الخطاب
- ليل الثعالب 2008 لمياء
- بنات في الثلاثين 2008 ندى [2]
- ظل المحارب 2008 إستر
- أسمهان 2008 سارة
- عيون و رماد 2007 فريدة [8]
- أحلامك أوامر 2007 غادة خطيبة مصطفي
- لحظات حرجة 2007 منال[بحاجة لمصدر]
- مسلسل الجراج 2006

## روابط خارجية
- حسناء سيف الدين على موقع قاعدة بيانات الأفلام العربية

حسناء سيف الدين ، موقع السينما.كوم